# Astragalus hedgei
Astragalus hedgei es una especie de planta del género Astragalus, de la familia de las leguminosas, orden Fabales.

## Distribución
Astragalus hedgei se distribuye por Afganistán.

## Taxonomía
Fue descrita científicamente por C. Agerer-Kirchhoff.